# Rock with U
A Rock with U Janet Jackson amerikai énekesnő második kislemeze tizedik, Discipline című stúdióalbumáról. A dalt Jermaine Dupri és Ne-Yo írta, Dupri a producer is egyben.
A dalt az USA-ban 2008. február 5-étől az album előrendelésekor le lehetett tölteni az iTunes-ból. A rhythmic crossover rádióadóknak február 11-én a mainstream rádióknak február 26-án küldték el.

## Videóklip és remixek
A videóklipet a brit Saam Farahmand rendezte, és a BET Access Granted című műsorában mutatták be 2008. március 5-én.

## Változatok
5" promo CD kislemez (USA)
(ISLR-16873-2)
1. Rock with U (Radio Edit) – 3:57
2. Rock with U (Instrumental) – 3:51

## Helyezések
| Slágerlista (2008)                               | Legmagasabb helyezés |
| ------------------------------------------------ | -------------------- |
| USA Billboard Bubbling Under Hot 100 Singles     | 21                   |
| USA Billboard Bubbling Under R&B/Hip-Hop Singles | 14                   |
| USA Billboard Hot Dance Club Play                | 20                   |
| USA Billboard Hot Dance Airplay                  | 12                   |
| Fülöp-szigeteki Hot 100                          | 44                   |